# Laura DeMarco
Pour les articles homonymes, voir Demarco (homonymie).
Laura Grace DeMarco (née en 1974) est une mathématicienne américaine.

## Carrière
Laura DeMarco a étudié les mathématiques et la physique à l'université de Virginie avec un baccalauréat en 1996, puis à l'université de Californie à Berkeley avec un diplôme de mastère en mathématiques en 1998. En 2002 elle obtient son doctorat à l'université Harvard sous la direction de Curtis Tracy McMullen avec une thèse intitulée « Holomorphic families of rational maps: dynamics, geometry and potential theory ». Dans sa thèse, elle a donné une formule explicite pour les exposants de Liapounov des applications rationnelles. En tant que chercheuse postdoctorale, elle est Dickson Instructor à l'université de Chicago, où elle devient en 2005 professeure adjointe. Elle enseigne à partir de 2007, en tant que professeure adjointe, à partir de 2009 en tant que professeure associée et, depuis 2012, en tant que professeure à l'université de l'Illinois à Chicago et elle est depuis 2014 professeure à l'université Northwestern.

## Travaux
Elle s'intéresse aux systèmes dynamiques, la dynamique complexe et la dynamique arithmétique. En particulier, elle travaille sur les applications rationnelles sur la sphère de Riemann et ses espaces de modules. En outre, elle s'occupe de dynamique des applications complexes dans en géométrie arithmétique, et les liens entre applications rationnelles et courbes elliptiques.

## Prix et distinctions
En 2012, elle est Fellow de l'American Mathematical Society et en 2017, elle est lauréate du prix Ruth-Lyttle-Satter pour ses contributions aux domaines de la dynamique holomorphe, de la théorie du potentiel et de la dynamique arithmétique. De 2008 à 2010, elle bénéficie d'une bourse Sloan et en 2015, elle est Simons Fellow.
Elle est conférencière invitée au congrès international des mathématiciens en 2018 à Rio de Janeiro.
En 2023 elle est lauréate de la conférence Noether décernée par l'association américaine Association for Women in Mathematics, avec une conférence intitulée « Rigidity and uniformity in algebraic dynamics ».

## Publications
- « The moduli space of quadratic rational maps », J. AMS, volume 20, 2007, pp 321-355.
- « Dynamics of rational maps: Lyapunov exponents, bifurcations and capacity », Annales de Mathématiques, volume 326, 2003, pp 43-73.
- avec C. McMullen: « Trees and the dynamics of polynomials », Ann. Sci. École Normale Supérieure, Volume 41, 2008, pp 337-383, Arxiv.
- avec Matthew Baker: « Preperiodic de points et unlikely intersections », Arxiv.
- avec Kevin Pilgram: « Polynomial bassin of infinity », Geometric and Functional Analysis, volume 21, 2011, pp 920-950, Arxiv.
- avec Kevin Pilgram: « Critical heights on the moduli space of polynomials », Advances in Mathematics, Volume 226, 2011, pp 350-372, Arxiv.
- « The conformal geometry of billard », Bulletin de l'AMS, volume 48, 2011, pp 33-52, en Ligne.
- « KAWA Lecture Notes: Dynamical moduli spaces and elliptic curves », Ann. Fac. Sci. Toulouse Math. En 2016, Arxiv.
- avec Xiaoguang et Wang, Hexi Ye: « Torsion points and the Lattes family », American J. of Math., volume 138, 2016, pp 697-732, Arxiv.
- « Bifurcations, intersections, and heights », Algebra & Number Theory, volume 10, 2016, pp 1031-1056, Arxiv.
- avec Kevin Pilgram: « The classification of polynomial bassin of infinity », Ann. Sci. Ecole Normale Supérieure.